# بائگا
بائگا (به لاتین: Baga) یک منطقهٔ مسکونی در بنگلادش است که در ناحیه پتوکالی واقع شده‌است.